# Atlee Pomerene
Atlee Pomerene (Ohio, 1863. december 6. – Cleveland, 1937. november 12.) az Amerikai Egyesült Államok szenátora (Ohio, 1911–1923).